# محوى حيدرة (الحديدة)

تعديل مصدري - تعديل

محوى حيدره هي إحدى قرى مديرية زبيد، التابعة لمحافظة الحديدة اليمنية، بلغ تعداد سكانها 1243 نسمة حسب الإحصاء الذي أجري عام 2004.